# Австрийский Ллойд

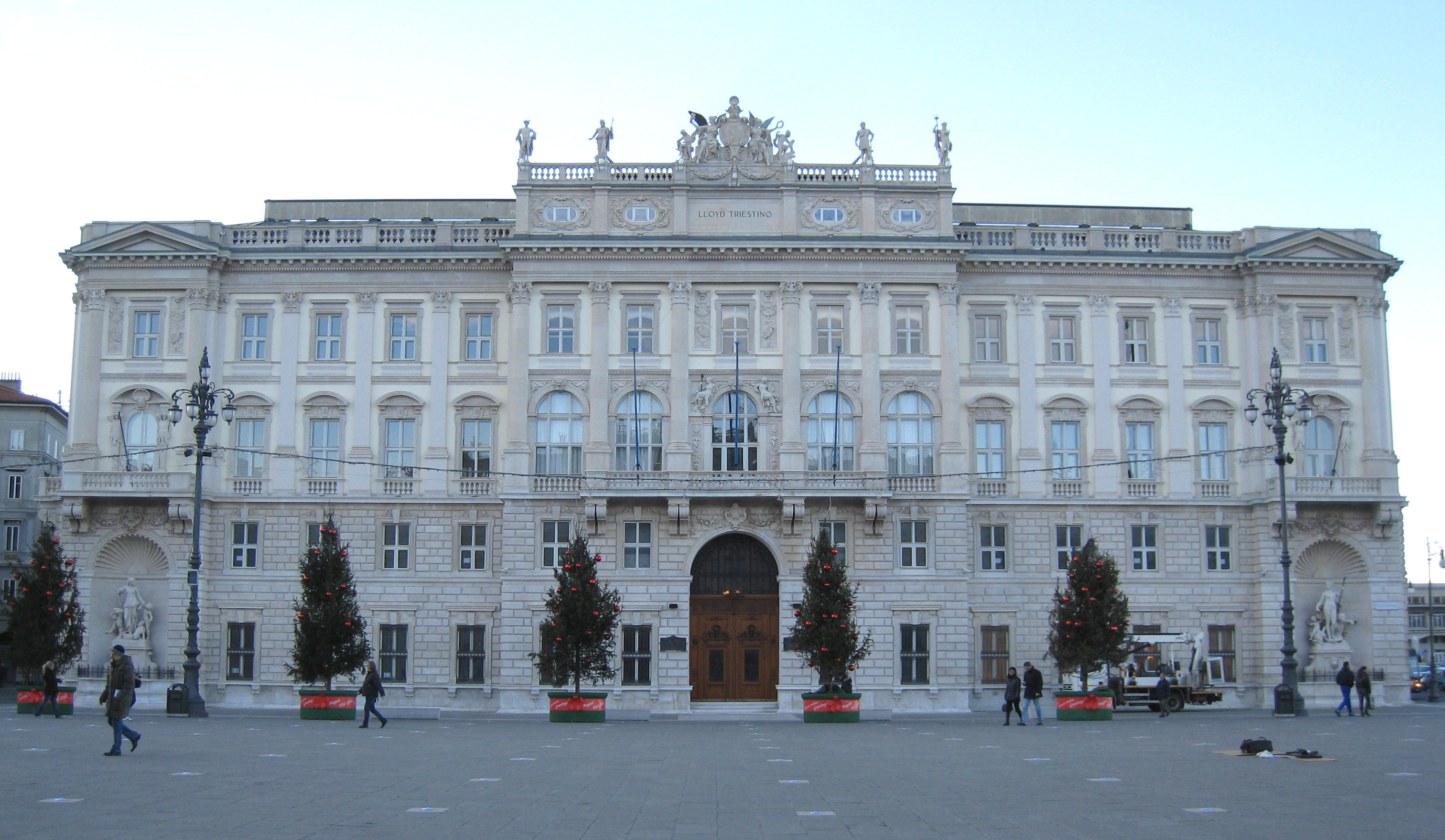
Историческое главное здание компании в Триесте, построено в 1883 г.

Австрийский Ллойд (нем. Österreichischer Lloyd) — бывшая крупнейшая австро-венгерская судоходная компания. Была основана в 1833 году; базировалась в австрийском Приморье, в Триесте — главном порту Австро-Венгерской империи. В результате поражения Австро-Венгрии в Первой мировой войне, компания была передана Италии. Фирма продолжила свои операции из того же порта, но уже под другим названием Ллойд Триестино (итал. Lloyd Triestino), которое было затем, в марте 2006 года, было изменено на Italia Marittima.

## История
В 1833 году девятнадцать страховых компаний, работавших в сфере морских перевозок, ряд банковских домов и многочисленные частные акционеры — в том числе австрийский политик Карл Людвиг фон Брук — приняли решение о создании компании «Австрийский Ллойд-Триест». Первоначально фирма ставила своей задачей обмен информацией о европейской морской торговле и состоянии зарубежных рынков — то есть действовала по модели лондонского Ллойда. Опираясь на сеть деловых корреспондентов и специальных газет, циркулировавших в порту Триеста, Австрийский Ллойд публиковал новости о перевозках, а также предоставлял почтовые услуги, используя для этого суда Австрийского военно-морского флота.
Вскоре после формирования компании, её администрация обратилась к императору Австрии Фердинанду I с просьбой предоставить её привилегию на пароходное сообщение с Левантом. 20 апреля 1836 года в фирме был создан департамент паровых судов, уже на втором заседании которого (2 августа) было решено приступить к постройки шести пароходов. По этой причине 1836 год иногда считается годом основания компании.
В 1844 году компания Австрийский Ллойд существенно выросла, целиком приобретя маршрут Первой Дунайской пароходной компании из Константинополя в Смирну — вместе со всем оборудованием. Год спустя Австрийский Ллойд был объявлен собственностью почтовой службы Австро-Венгерской монархии.
В 1869 году, на открытии Суэцкого канала, компания представила свои пароходы «Плутон», «Вулкан» и «Америка». Вскоре после открытия канала Австрийский Ллойд запустил линию Триест—Бомбей, а также — еженедельный рейс между Триестом и Порт-Саидом. С открытием линии до Бомбея компания вышла на международный рынок, присутствие на котором ещё более усилилось с продлением линии до Коломбо осенью 1879 года и с введением маршрутов в Сингапур и Гонконг в начале 1880 года. Линия в египетскую Александрию, модернизированная в 1894 году путём введения в эксплуатацию четырёх новых скоростных пароходов, а также маршрут до Бомбея оказались самыми прибыльными пассажирскими перевозками в истории компании. Современные исследования показали, что большинство сотрудников Австрийского Ллойда (80 %) были этническими хорватами, из которых 33,5 % были родом из региона Которской Боки (Бокке ди Каттаро).
В 1906 году компания начала проводить увеселительные круизы использую свой пароход «Богемия» (SS Bohemia), а затем — в 1907 — и пароход «Талия» (SS Thalia), который был построен компанией «Вильям Денни энд бразерс лимитед» ещё в 1886 году и позже переоборудован для круизов.
Постепенно росла скорость сообщения с Левантом, а частота рейсов в Калькутту была увеличены с девяти до двенадцати. В результате компания перевела штаб-квартиру и всю свою администрацию из Триеста в Вену: 25 мая 1907 года на новом месте состоялось первое общее собрание акционеров. Последнее расширение географии перевозок произошло в 1912 году с введением экспресса из Триеста в Шанхай.

## Аварии и происшествия
Уже вскоре после начала функционирования бизнеса произошёл ряд неприятных инцидентов: в ноябре 1837 года пароход компании «Arciduca Ludovico» столкнулся с французским пароходом «Данте», а буквально 17 дней спустя он же стал участником инцидента с французским пароходом «Леонидас» в порту Константинополя. Причинами столкновений скорее всего были человеческие ошибки (или недобросовестная конкуренция). Но в расследование вмешался австрийский канцлер князь Меттерних, который попросил французское правительство повлиять на ситуацию, дабы не допустить «повторения подобных происшествий» (нем. Wiederkehr ähnlicher Begegnisse).

## Австрийский Ллойд в Первой мировой войне
В начале Первой мировой войны многие корабли компании были разбросаны на просторах мировых океанов. Некоторые корабли были вынуждены искать убежище в нейтральных портах, многие из них были необходимы для перевозок военно-морского флота страны, а также в качестве госпитальных судов. Судьба кораблей сложилась по-разному: восемь из них были захвачены во вражеских портах в Англии, Японии и Франции; один корабль пережил войну в нейтральном порту (в Амстердаме); семь судов оказались на австрийской военно-морской базе; пять кораблей были использованы в качестве госпитальных судов, а основная масса (28 судов) были реквизированы для перевозок на Балканы.